# Pipeline (canción)
Pipeline es una canción del grupo inglés de música electrónica Depeche Mode compuesta por Martin Gore, publicada en el álbum Construction Time Again de 1983.

## Descripción
Cantado por el propio Martin Gore, es éste el tema epónimo de la colección pues en la segunda línea pronuncia la frase que diera título al álbum, lleno de sonidos industriales sumamente acompasados, un experimental acompañamiento gutural y una letra sobre la mismísima temática industrial, muy por encima del pretendido concepto que manejara el disco salvo por el coro en donde sentencia “Taking from the greedy, Giving to the needy”, en español “Tomándolo del avaro, dándolo al necesitado”.
Endeudado con los acercamientos previos de DM con la música experimental debido a lo extraño que resulta su discurso lírico, es más un ejercicio de minimalismo industrial ya que en ningún momento de su duración, que además es el más largo del disco, llega a alguna agresividad sonora, lo cual sentaba los parámetros del grupo haciendo temas impredecibles y difíciles de clasificar, pues al género industrial normalmente se le asocia con canciones contundentes.
En cuanto a la temática del disco, es otra denuncia muy indirecta contra los abusos del poder, el trabajo mal remunerado, los esfuerzos de quien se dedica al trabajo físico comprometiendo su propia integridad, todo lo cual algún día retribuirá en un descanso. En otras palabras, otro planteamiento muy vago como para haber concretado realmente un álbum conceptual, pero por lo menos fue fácilmente identificable con aquella época del grupo como representante de la corriente industrial surgida en Alemania.
La musicalización se basa en sonidos puramente industriales, un golpeteo seco solo acompasado, una segunda percusión en notación más baja y un extraño acompañamiento gutural provista por Andrew Fletcher quien además presta segunda voz al término de cada estrofa, colaboración vocal del tercer miembro ya de por sí pocas veces escuchada en DM.
De tal modo, llega a esa extraña calidad de tema industrial inserto en un modo meramente minimalista, por paradójico que pueda resultar ello, además de prácticamente ausencia del elemento electrónico que solo contribuye más a su bizarro aspecto, mientras la letra es sobre la construcción del oleoducto del título sin una completa concreción de sus ideas excepto esa asertiva frase que pareciera criticar el capitalismo excesivo de los patrones y la sobreexplotación de los individuos.
Sin embargo, es un tema curioso acerca de la construcción o de cómo se debe trabajar para lograr una mejor expectativa de vida en un mundo e incluso la idea heroica de quitar al que acapara para dar al que no tiene.
En el álbum se encuentra continuado tras del tema More Than a Party por el sonido del paso de un tren, el cual a la vez está continuado después del tema Love, in Itself, por lo cual son como tres piezas continuadas entre sí.

## En directo
La canción se interpretó durante todo el correspondiente Construction Tour, y posteriormente se retomó en el Tour for the Masses, aunque en ambos como tema opcional, no en todas las fechas.
- Datos: Q6076556